# (2479) Sodankylä
(2479) Sodankylä ist ein Asteroid des Hauptgürtels, der am 6. Februar 1942 von dem finnischen Astronomen Yrjö Väisälä in Turku entdeckt wurde.
Benannt ist er nach der finnischen Gemeinde Sodankylä.